# Friedrich Wilhelm von Steuben
Friedrich Wilhelm Gerhard Augustin Ludolf von Steuben (Maagdenburg, 17 september 1730 – Utica, 28 november 1794), meestal "Baron von Steuben" genoemd, was een aristocraat en Pruisisch militair die zich na een korte loopbaan in het Pruisische leger verdienstelijk heeft gemaakt in het leger van George Washington. Als "Baron von Steuben" werd hij in Amerika zeer veel belangrijker dan hij in eigen land was geweest. Hij was officier in de Pruisische Generale Staf geweest en dat maakte hem in een periode waarin officieren slecht waren opgeleid tot een vakman op militair gebied. De disciplinering en opleiding van het Amerikaanse leger is de verdienste van von Steuben.
Hij diende van 1744 tot 1762 in het Pruisische leger, en van 1777 tot 1783 als generaal-majoor en inspecteur-generaal in het Amerikaanse leger.
Op portretten draagt von Steuben steeds om de hals het gouden kleinood en op zijn jas de grote geborduurde ster van de Orde van de Trouw van Baden-Durlach die hem in 1769 werd toegekend. Baron von Steuben droeg later ook het insigne van het exclusieve Amerikaanse Gezelschap der Cincinnati aan een blauw met wit lint.
Baron von Steuben heeft diverse veldtochten en veldslagen meegemaakt. Hij was betrokken bij de verovering van Silezië, de Slag bij Colberg, het beleg van Praag en de Slag bij Praag in de Zevenjarige Oorlog, bij de Slag bij Monmouth en de Slag bij Yorktown (1781) in de Amerikaanse Onafhankelijkheidsoorlog.
Von Steuben leerde de Amerikaanse vrijwilligers militaire exercitie en bracht hen discipline bij. Hij schreef het Revolutionaire Oorlogshandboek, het boek dat de standaard voor het leger van de Verenigde Staten werd en als handleiding diende in de Oorlog van 1812. Von Steuben was George Washingtons chef-staf in de laatste jaren van de oorlog.
De katholieke Steuben werd door de jezuïeten opgeleid in het toen Oostenrijkse Breslau en was al op 16-jarige leeftijd officier in het Pruisische leger. Tijdens de Zevenjarige Oorlog was hij lid van een infanterie-eenheid, maar hij diende in eerste instantie als een stafofficier. In 1761 was hij gestegen tot de rang van kapitein en diende hij in het Pruisische hoofdkwartier als Aide-de-camp van de koning.
Na de Vrede van Hubertusburg werd kapitein v. Steuben kanunnik van de kathedraal van Havelberg. Het domkapittel was Luthers. Deze sinecure bracht hem een inkomen van 1200 florijnen.
In 1762 werd hij geselecteerd als een van de dertien leerlingen van de "speciale opleiding in de krijgskunst" (Duits: "Spezialklasse der Kriegskunst"). Rector van deze school was de koning zelf. Het leger werd sterk verkleind op het einde van de oorlog, en Steuben was een van de vele Pruisische officieren die plotseling zonder werk raakten. Zijn Pruisische militaire carrière zou later worden overdreven, hij was nooit een van Frederik de Grote generaals, maar zijn ervaring in een professionele generale staf, een organisatie die buiten Pruisen indertijd vrijwel onbekend was, bleek waardevol in zijn Amerikaanse carrière.

## Officier in Hohenzollern-Hechingen
In 1764 werd Steuben kamerheer van de katholieke Duitse Vorst Jozef Frederik Willem van Hohenzollern-Hechingen. In 1769 begon hij de titel van baron te voeren, hij deed dit op op basis van een vervalste stamboom die door zijn vader was opgesteld Hij was de enige hoveling die zijn heer in 1771 incognito zou vergezellen tijdens een tocht naar Frankrijk. De vorst hoopte in de Franse hoofdstad geld te kunnen lenen. Hij slaagde er niet in om de benodigde middelen te vinden en zij keerden in 1775 berooid en diep in de schulden terug naar Duitsland.
In 1776 eindigde Steubens carrière in Hohenzollern-Hechigen in een schandaal, hij werd beschuldigd van seksueel misbruik van jonge jongens. Of Steuben eigenlijk homoseksueel was is niet met zekerheid bekend, maar de geruchten dwongen hem om elders werk te zoeken. Steuben trachtte in verschillende buitenlandse legers, waaronder Oostenrijk, Baden, en Frankrijk een nieuw commando te krijgen, maar dat mislukte.
Steuben reisde in de zomer van 1777 naar Parijs. Daar kende hij Franse minister van Oorlog, graaf Claude Louis de Saint-Germain. De minister realiseerde zich de mogelijkheden van een officier van de Pruisische generale staf bij de opleiding van een nieuw Amerikaans leger en stelde hem voor aan de Amerikaanse gezant in Frankrijk, Benjamin Franklin. Op aanbeveling van de graaf werd Steuben in een brief van Franklin als "Pruisisch luitenant-generaal" geïntroduceerd bij George Washington. Deze overdrijving van zijn werkelijke rang lijkt te zijn gebaseerd op een onjuiste Engelse vertaling van zijn Duitse geloofsbrieven en zijn staat van dienst als Generaladjutanten. Hij kreeg een reisgeld en verliet Europa via Marseille.

## De Amerikaanse Revolutie

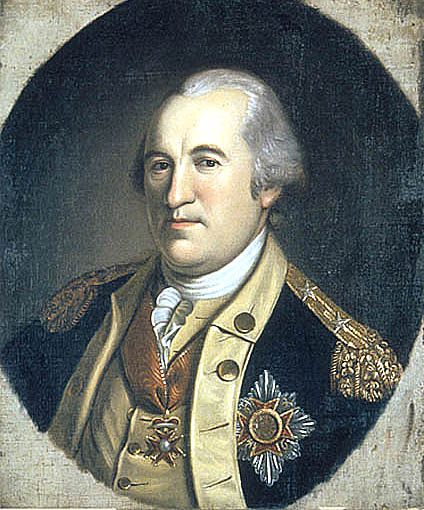
Friedrich Wilhelm von Steuben, door Charles Willson Peale

De Baron, zijn Italiaanse windhond Azor (die hem overal vergezelde), zijn jonge adjudant Louis de Pontiere, zijn militaire secretaris Pierre Etienne Duponceau, en twee andere metgezellen, bereikten Portsmouth, New Hampshire op 1 december en zij werden uitbundig welkom geheten in Boston.
Steuben had aangeboden om als vrijwilliger dienst te nemen in het Amerikaanse leger. Hij meldde zich voor dienst bij George Washington in Valley Forge. Steuben sprak weinig Engels en hij schreeuwde volgens de overlevering tijdens het exerceren naar zijn tolk, "Kom hier, kom en scheld voor mij!" De Pruisen waren gewend om hun soldaten uit te foeteren en te schelden. Kolonel Alexander Hamilton en Nathanael Greene waren van grote hulp bij het opstellen van een opleidingsprogramma voor het leger dat de goedkeuring van Generaal Washington kreeg.

## Het opleidingsprogramma

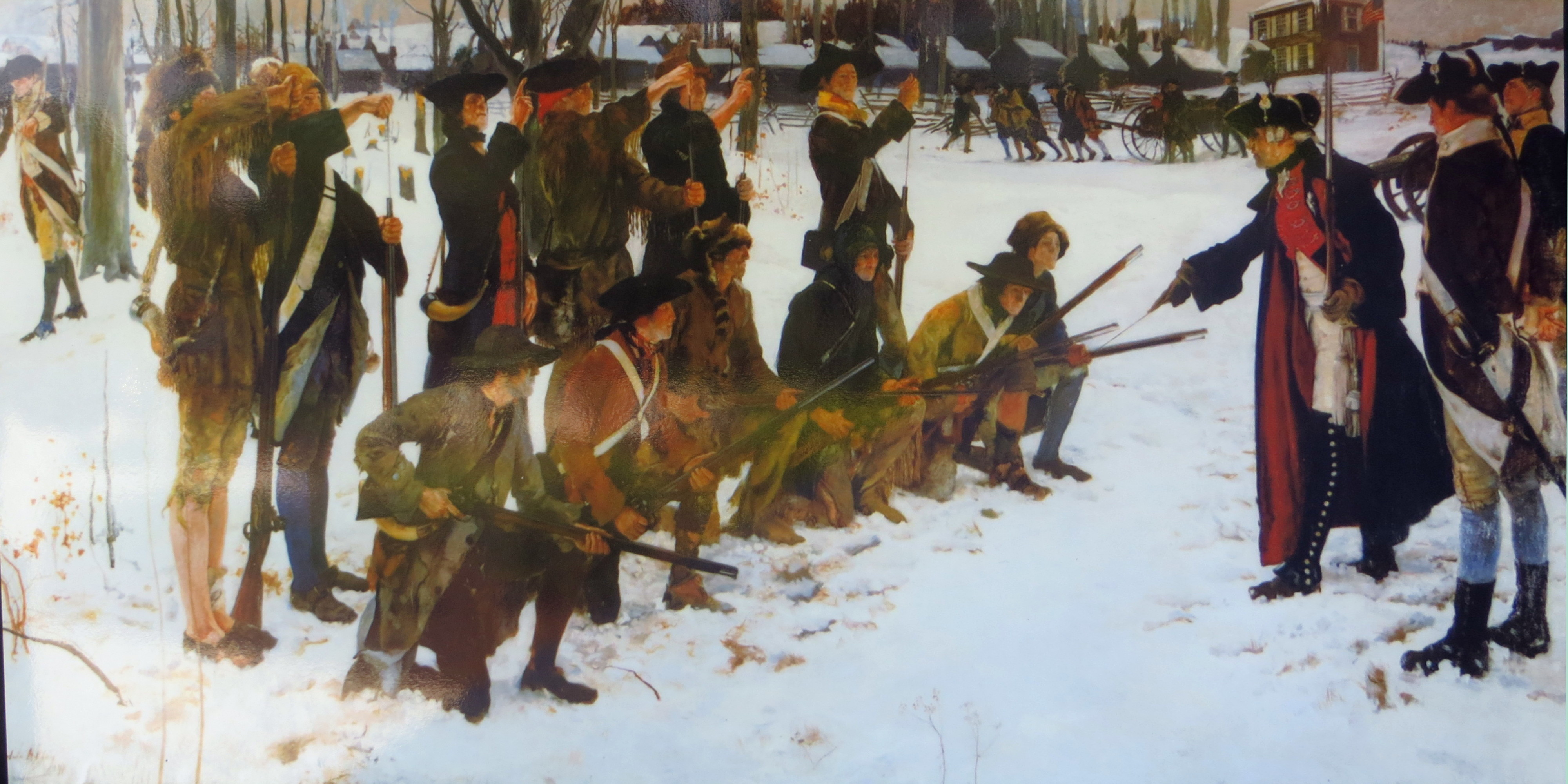
von Steuben drilt de troepen.

Steubens methode was het trainen van een "modeleenheid", een groep van 120 mannen gekozen om hun bekwaamheid, die op hun beurt andere eenheden opleidden. Zo werden regimenten gevormd. Hij trainde de soldaten, allen vrijwilligers in uiteenlopende kledingstukken, in volledig militair gala-uniform met ster en lint. Hij vloekte en schreeuwde tegen ze in het Duits en Frans.
Een ander programma dat werd ontwikkeld door Steuben was de aanleg van sanitaire voorzieningen zoals gegraven latrines. Er kwam een vaste opstelling van de tenten en hutten in de kampementen. Keukens en latrines werden aan weerszijden van het kamp aangelegd, met de latrines op een lager niveau en beneden de wind. 
Steubens grootste bijdrage aan de Amerikaanse Revolutie was de opleiding in het gebruik van de bajonet. Steubens invoering van doeltreffende bajonetexcercities werden van cruciaal belang in de Slag bij Stony Point waar Amerikaanse soldaten tijdens de strijd hun bajonet zo effectief inzetten dat zij daardoor overwonnen.
Dankzij Steuben werden ook de  Slag bij Barren Hill, op 20 mei 1778 en de Slag bij Monmouth in juni 1778 gewonnen. Steuben, inmiddels werkzaam op het hoofdkwartier van Washington, was de eerste die inzag dat de vijand op weg was naar Monmouth. De door Generaal Washington aanbevolen benoeming van Steuben als inspecteur-generaal werd op 5 mei 1778 door het Congres goedgekeurd. 
Tijdens de winter van 1778-1779 schreef Steuben zijn beroemd geworden "Verordeningen voor de orde en discipline van de troepen van de Verenigde Staten", het zogeheten "Blue Book".

## De veldtocht in het Zuiden
In 1780 was Steuben een van de leden van de krijgsraad die de Britse Majoor John Andre, gevangengenomen en beschuldigd van spionage, berechtte.  
John Andre was betrokken bij het voor de Amerikanen rampzalige overlopen van Benedict Arnold. Later reisde hij met Nathanael Greene, de nieuwe commandant van de zuidelijke campagne naar Virginia om de Amerikaanse voorraden en troepensterkte aan te vullen. De 450 Virginische vrijwilligers werden onder het commando van 
Gilbert du Motier, markies de Lafayette gesteld. 
Steuben was betrokken bij de definitieve overwinning op de Britse troepen in de belegering van Yorktown, waar hij de commandant van drie van de divisies van Washingtons troepen was. Steuben ondersteunde Washington vervolgens bij de demobilisatie van het leger in 1783. Hij werd op 24 maart 1783 eervol uit het Amerikaanse leger ontslagen.

## De laatste levensjaren

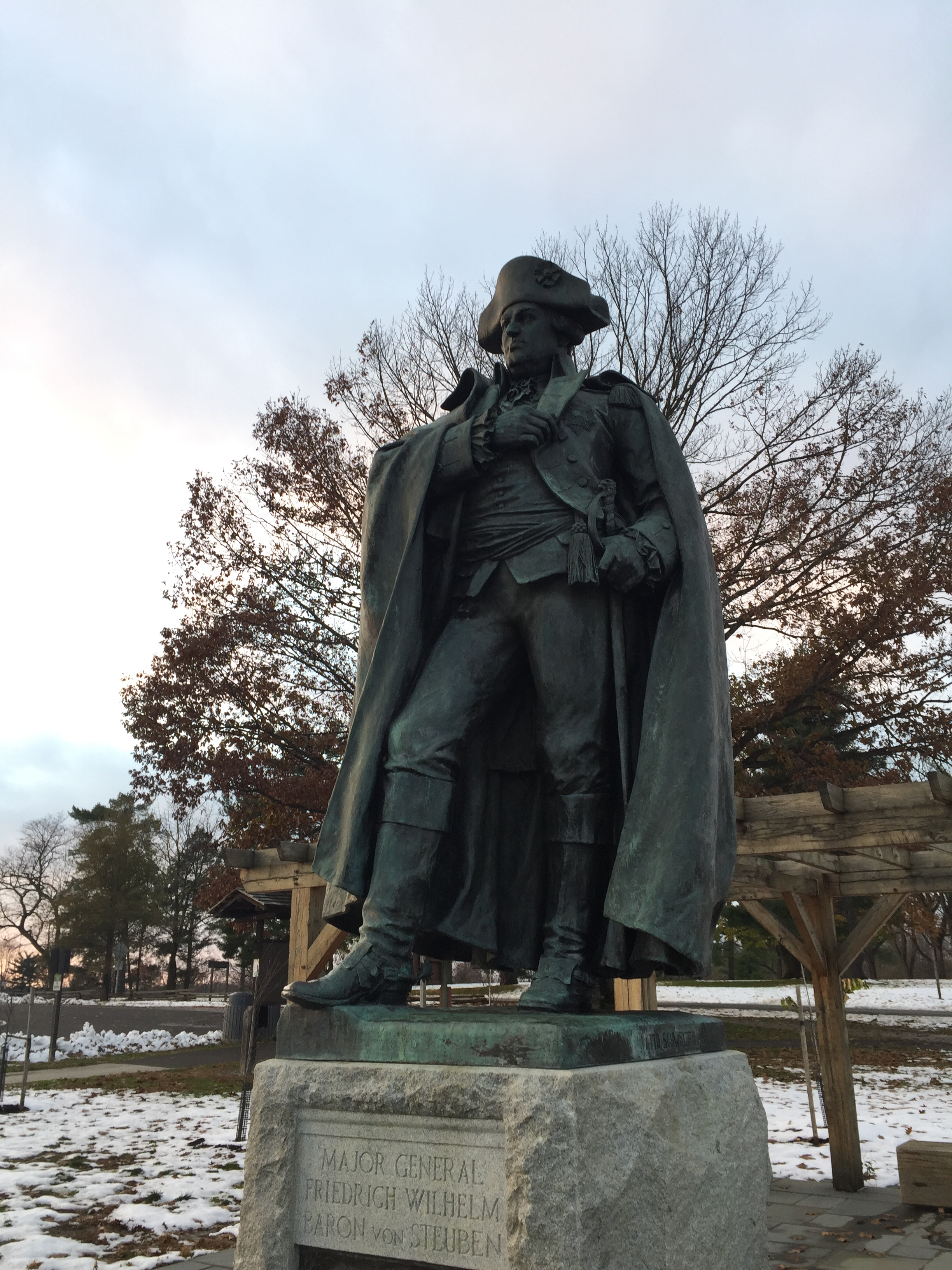
Standbeeld van von Steuben in Valley Forge

Steuben kreeg van het parlement van Pennsylvania in maart 1784 het Amerikaans staatsburgerschap. De veteraan vestigde zich op het nog landelijke schiereiland Manhattan waar hij ouderling in de Duits Hervormde Kerk was. Het Congres van de Verenigde Staten verleende hem een pensioen van 2.500 dollar per jaar.
Steuben vestigde zich uiteindelijk in een blokhut op een klein landgoed in de buurt van Utica in de staat New York, op het land dat aan hem voor zijn militaire verdiensten was geschonken. Hij was als veteraan van de Amerikaanse Revolutie betrokken bij de oprichting van het Gezelschap der Cincinnati. 
Hij is nooit getrouwd en had geen kinderen. Hij liet zijn landgoed na aan Benjamin Walker en Kapitein William North, die als zijn aides-de-camp hadden gediend tijdens de oorlog en met wie een "buitengewoon intense emotionele relatie had...  hij placht ze te behandelen als surrogaat zonen". Hij is begraven op wat nu de Steuben Memorial State Historic Site heet. Waarschijnlijk waren Walker, North en Steuben homoseksueel.

## Militaire loopbaan
Pruisische leger
- Freiwilliger: 1744[7][1]
- Fahnenjunker: 1746[1]
- Fähnrich: 3 mei 1749[7][1]
- Leutnant: 26 november 1752[1]
- Generaladjutanten: 1758[7]
- Quartiermeister-Leutnant: 1759 - september 1761[1][7]
- Stabskapitän: 1762

Continentaal leger
- Major-general: 5 mei 1778[1]
- Inspecteur-generaal van tactiek en militaire operaties: 5 mei 1778[8]- 1779

## Onderscheidingen
- Huisorde van de Trouw met Ster en het Kleinood[9]
- Baron[1]

Toen de Verenigde Staten in 1917 de Duitse hulpkruiser Kronprinz Wilhelm in beslag namen, herdoopten ze het USS von Steuben.